# Six Feet Under the Stars
"Six Feet Under the Stars" é o primeiro single do álbum So Wrong, It's Right da banda All Time Low. Uma versão acústica da música aparece da versão de luxo do álbum lançada pelo iTunes. 

## Vídeo clipe
O vídeo clipe de "Six Feet Under the Stars" foi lançado dia 24 de setembro de 2007, um dia antes do lançamento de So Wrong, It's Right. O vídeo mostra uma competição de karaoke com os membros da banda fazendo performances. Depois do primeiro refrão a banda começa a tocar, com os juízes assistindo.